# William Alexander Graham

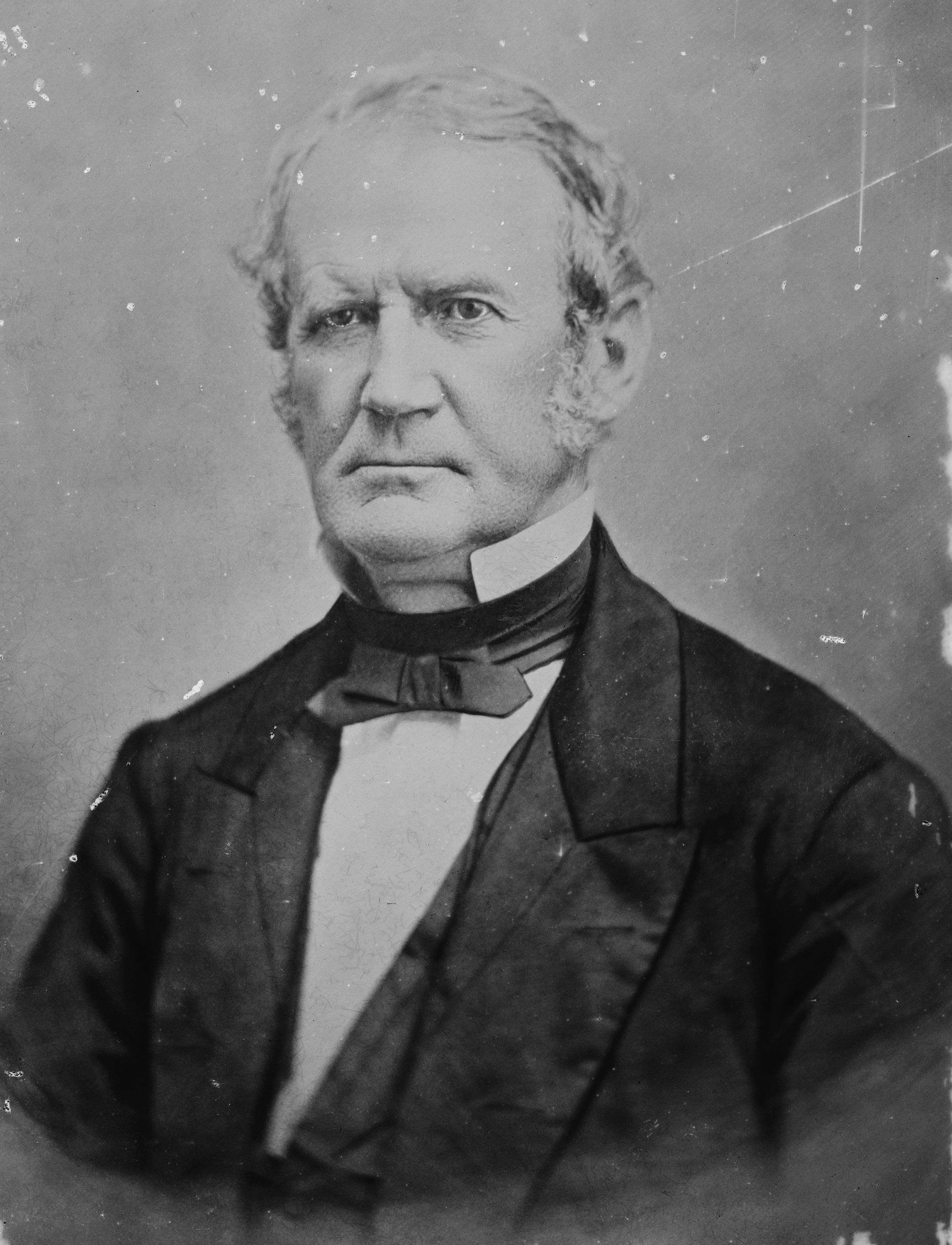
William Alexander Graham

William Alexander Graham (* 5. September 1804 im Lincoln County, North Carolina; † 11. August 1875 in Saratoga Springs, New York) war ein US-amerikanischer Politiker und der 30. Gouverneur des Bundesstaates North Carolina, den er auch im US-Senat vertrat.

## Frühe Jahre
William Graham besuchte bis 1824 die University of North Carolina. Anschließend studierte er Jura. Nach seiner 1825 erfolgten Zulassung als Anwalt eröffnet er in Hillsboro eine Kanzlei. Zwischen 1833 und 1840 vertrat er das Orange County im Repräsentantenhaus von North Carolina. Dabei war er zweimal Speaker der Kammer. Im Jahr 1840 wechselte er in den US-Senat in Washington, D.C. Dort blieb er bis zum März 1843. Für die Gouverneurswahlen des Jahres 1844 wurde er von den Whigs als Kandidat nominiert.

## Gouverneur von North Carolina
Graham schaffte 1844 den Wahlsieg und konnte zwei Jahre später auch seine Wiederwahl sichern. Seine Amtszeit begann am 1. Januar 1845 und endete am 1. Januar 1849. In dieser Zeit förderte er, wie seine Vorgänger, den Ausbau des Eisenbahnnetzes und die Bildungspolitik. Außerdem wurde ein staatliches Krankenhaus errichtet. Ebenfalls während seiner Amtszeit fand der Mexikanisch-Amerikanische Krieg statt, für den auch North Carolina einige Truppen abstellen musste.

## US-Marineminister und Staatssenator

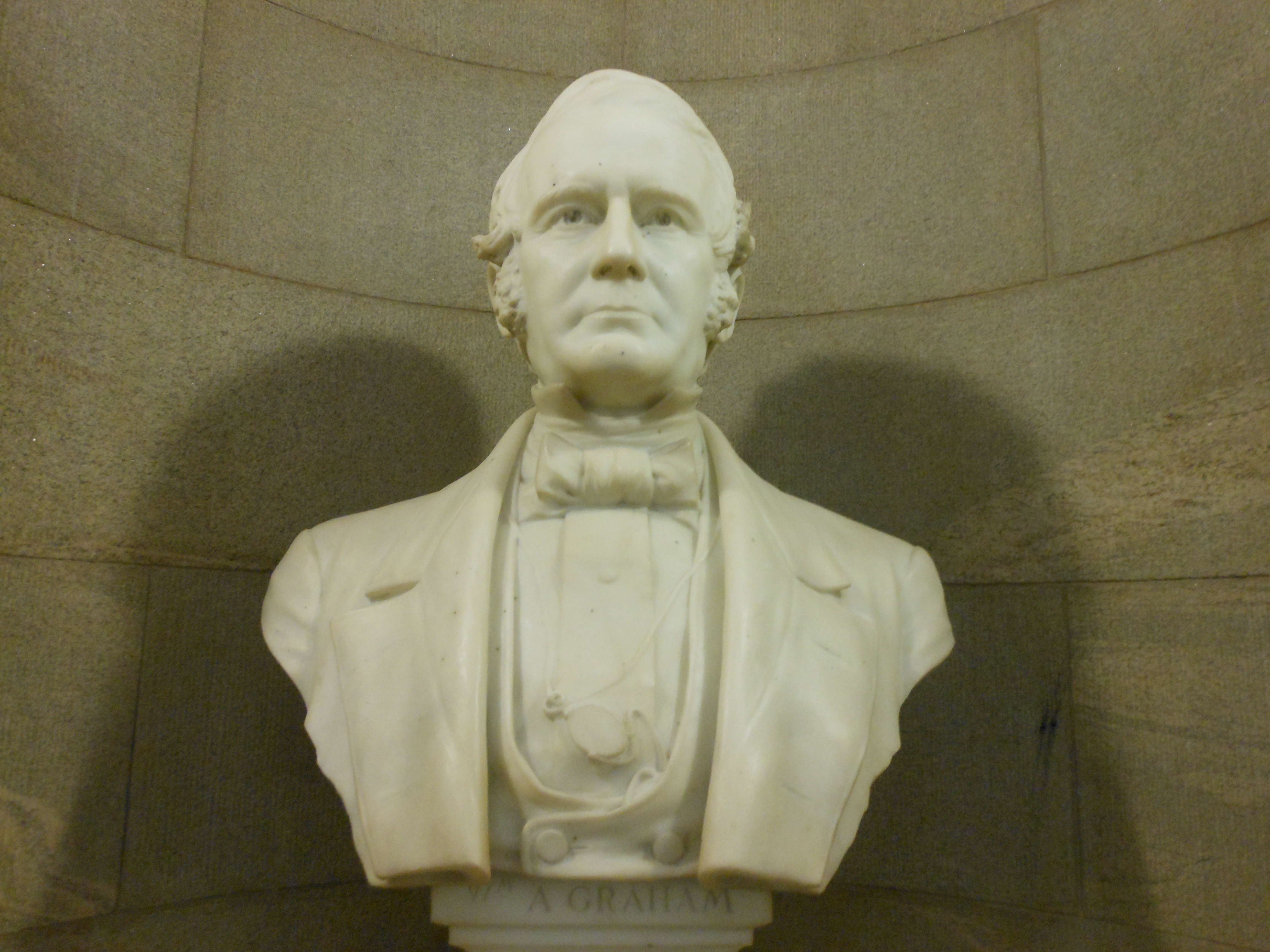
Büste von Graham

Nach Ablauf seiner Amtszeit im Jahr 1849 wurde ihm von Präsident Zachary Taylor der Posten des US-Botschafters in Spanien und dann in Russland angeboten. Graham lehnte beide Angebote ab. Dafür nahm er ein Angebot von Präsident Millard Fillmore an, in dessen Kabinett als Marineminister zu amtieren. Dieses Amt bekleidete er von 1850 bis 1852. Für die 1852 anstehenden Präsidentschaftswahlen wurde Graham von den Whigs für das Amt des Vizepräsidenten an der Seite von Winfield Scott nominiert. Die Wahl ging allerdings für die Partei und damit für Graham verloren.
Von 1854 bis 1866 war er im Senat von North Carolina. Es war die Zeit des Konflikts zwischen den Nord- und Südstaaten. Nach der Sezession verblieb Graham im Senat seines Staates, der nunmehr Teil der Konföderation wurde. Dort verblieb er während des gesamten Bürgerkriegs. Außerdem wurde er von 1864 bis 1865 auch noch Senator im Kongress der Konföderation. Nach dem Krieg wurde er 1866 von der Abgeordnetenkammer von North Carolina für den US-Senat nominiert. Damals war aber North Carolina noch nicht wieder in die Union aufgenommen worden. Aus diesem Grund wurde ihm sein Sitz im Senat in Washington verweigert. Zwischen 1867 und 1875 war er Mitglied des Kuratoriums des Peabody Funds, der den geschlagenen Süden finanziell im Bildungsbereich unterstützte. Von 1873 bis 1875 war er Vermittler in einem Grenzstreit zwischen den Staaten Virginia und Maryland.
Graham starb 1875. Er war mit Susannah Sara Washington verheiratet. Das Paar hatte zehn Kinder. Sein Enkel Alexander H. Graham (1890–1977) war zwischen 1933 und 1937 Vizegouverneur von North Carolina.